# NGC 5696
NGC 5696 је спирална галаксија у сазвежђу Волар која се налази на NGC листи објеката дубоког неба.
Деклинација објекта је + 41° 49' 42" а ректасцензија 14h 36m 57,0s. Привидна величина (магнитуда) објекта NGC 5696 износи 13,0 а фотографска магнитуда 13,8. NGC 5696 је још познат и под ознакама UGC 9415, MCG 7-30-36, CGCG 220-36, IRAS 14350+4202, PGC 52235.